# Su Alti Savunma

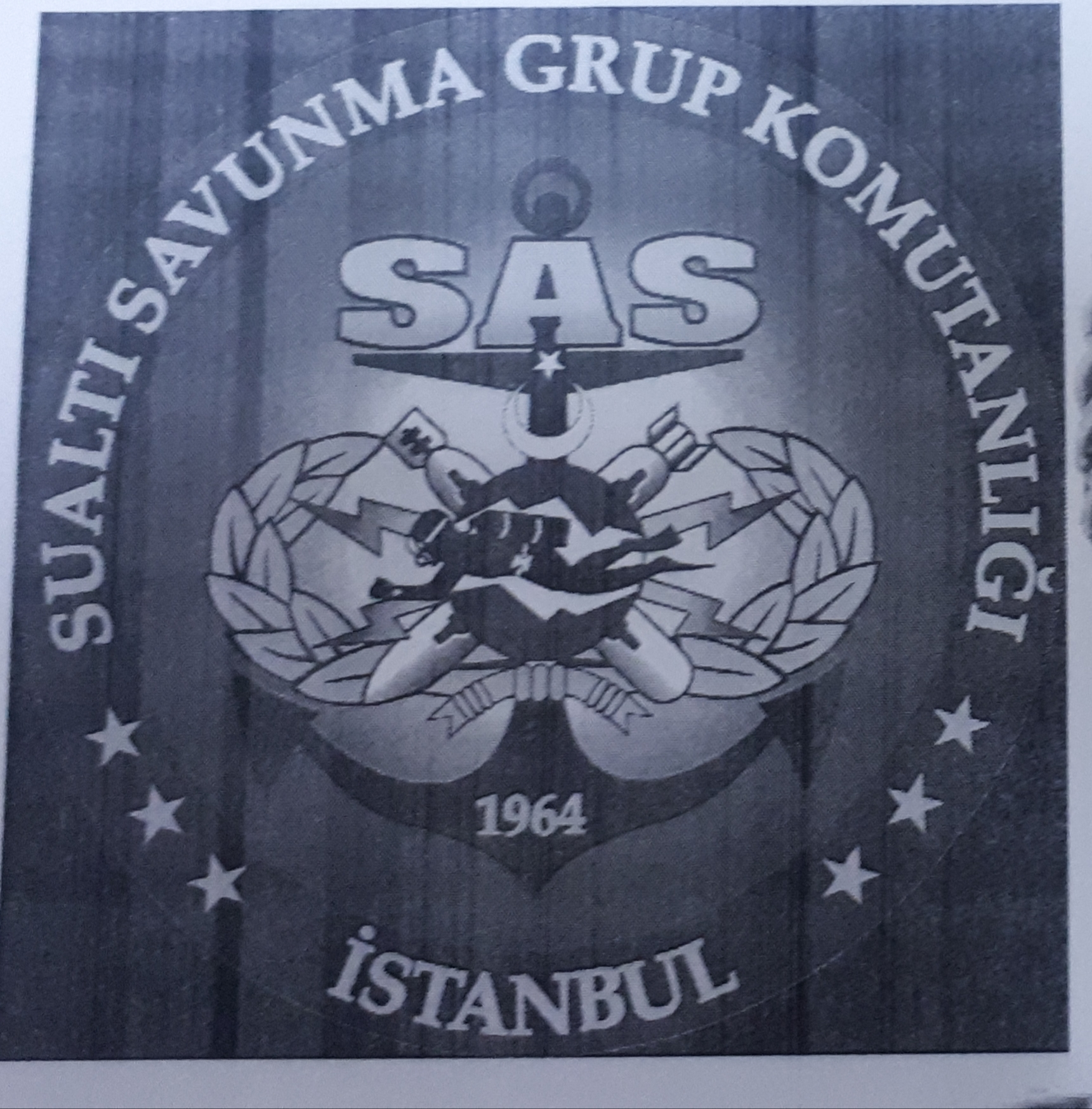
Emblème de la Su Alti Savunma.

La Su Alti Savunma ou SAS est l'une des deux unités des opérations spéciales de la marine turque, l'autre étant le Su Alti Taarruz, ou SAT. 
Les missions de la SAS comprennent les opérations de défense côtière, comme le déminage des engins ou de torpilles non explosés, et la destruction de navires ennemis ou d'infrastructures par des opérations sous-marines et amphibies, ainsi que la lutte contre le terrorisme et la protection des personnalités. 
Les premières unités SAS, ainsi que les SAT ont été créées en 1963 dans la ville d'Iskenderun, en suivant un programme de formation conjoint avec l'US Navy Seals de San Diego.
Le nom original du SAS a été Su Alti Müdafaa (SAM), tandis que le nom original de la SAT a été Su Alti Komando (SAK), et ils étaient liés à la chaîne de commandement du Kurtarma ve Sualtı Komutanlığı (KSK), ou Commandement de sauvetage et amphibie.
En 1974, le commandement du  SAS et du SAT ont été liés au Commandement général de la marine turque, et a participé au débarquement militaire turc (Opération Attila) à Chypre, plus tard la même année. 
Le SAS et le SAT sont basés dans la base navale de Foça, près d'Izmir, sur la côte égéenne de la Turquie.